# بيط أرنولدي
بيط أرنولدي (الاسم العلمي: Bittium arnoldi) هو نوع من الرخويات يتبع جنس البيط من الفصيلة القرطيونية.